# Aéroport de Key Lake
L'aéroport de Key Lake est un aéroport situé en Saskatchewan, au Canada.